# Bulbostylis sphaerocephala
Bulbostylis sphaerocephala là một loài thực vật có hoa trong họ Cói. Loài này được (Boeckeler) Lindm. mô tả khoa học đầu tiên năm 1901.